# Радзєєво (Поморське воєводство)
Радзєєво (пол. Radziejewo, нім. Rathsdorf) — село в Польщі, у гміні Зблево Староґардського повіту Поморського воєводства.
Населення — 325 осіб (2011).
У 1975-1998 роках село належало до Гданського воєводства.

## Демографія
Демографічна структура станом на 31 березня 2011 року:
|          | Загалом | Допрацездатний вік | Працездатний вік | Постпрацездатний вік |
| -------- | ------- | ------------------ | ---------------- | -------------------- |
| Чоловіки | 172     | 36                 | 124              | 12                   |
| Жінки    | 153     | 32                 | 95               | 26                   |
| Разом    | 325     | 68                 | 219              | 38                   |